# Lanshaarrat
De lanshaarrat (Hoplomys gymnurus) is een zoogdier uit de familie van de stekelratten (Echimyidae). De soort komt voor in Midden-Amerika en noordwestelijk Zuid-Amerika.

## Naamgeving
De wetenschappelijke naam van de soort werd voor het eerst geldig gepubliceerd door Oldfield Thomas in 1897.

## Verspreiding
De lanshaarrat leeft in regenwouden en graslanden nabij water van zeeniveau tot op 800 meter hoogte. Het verspreidingsgebied loopt van oostelijk Honduras tot Colombia en Ecuador ten westen van de Andes. De verwante Tome-stekelrat heeft min of meer hetzelfde leef- en verspreidingsgebied, maar in vergelijking met deze soort is de lanshaarrat minder algemeen en heeft het specifiekere habitatvoorkeuren.

## Uiterlijk
De lanshaarrat heeft een kopromplengte van 22 tot 32 cm, een staart van 15 tot 25 cm lang en een gewicht van ongeveer 450 gram. De vacht is kaneelbruin tot zwart op de rug en lichter van kleur in de flanken met een witte buik. Op de rug en de flanken zitten dikke, scherpe stekels, die in rijen zijn gerangschikt en soms een bleke punt hebben. De kop is smal met grote ogen. De staart breekt gemakkelijk af en helpt de lanshaarrat om te ontsnappen van roofdieren. Een afgebroken staart groeit niet meer aan.

## Leefwijze
De lanshaarrat is een nachtactief en solitair dier dat op de bosbodem leeft. Dit knaagdier eet fruit, zaden, bladeren, paddenstoelen en insecten. In rivieroevers worden holen gemaakt, die korte, eenvoudige gangen omvatten. De lanshaarrat plant zich het gehele jaar voort. Het dier heeft een lange draagtijd en kleine worpen van één tot drie jongen. De stekels ontwikkelen zich vanaf een leeftijd van een maand.